# CLOUD NINE
『CLOUD NINE』（クラウド・ナイン）は、2011年4月20日にリリースされたT.M.Revolutionの9枚目のアルバム。発売元はエピックレコード。

## 概要
- オリジナル・アルバムは、前作の『vertical infinity』以来6年ぶり。タイトルは、9枚目にちなみ「NINE」と、"最高"や"最上"という意味がある[2]。
- 累計売上は7.3万枚を記録、オリコン週間アルバムチャートで2位、同年間チャートでは88位にランクイン[1]。オリジナル・アルバムでの年間トップ100入りは4thアルバム『The Force』以来、12年ぶり。
- 通常盤・初回生産限定盤A・初回生産限定盤Bの3形態リリース。3種ともそれぞれ異なる特製三方背BOX仕様（通常盤は初回のみ）。スペシャルグッズが当たる購入者特典応募葉書、、セルフカバー・アルバム『UNDER:COVER 2』投票用のパスワード入チラシを封入。
- 通常盤（初回仕様）にはフォトブック、初回生産限定盤AにはDVDが同梱。初回生産限定盤Bには21stシングル「vestige -ヴェスティージ-」、22ndシングル「resonance」表題曲・C/W曲に加えて、配信限定シングル「Lakers」、ミニ・アルバム『X42S-REVOLUTION』収録曲「Imaginary Ark」の6曲をボーナス・トラックに収録。T.M.Revolutionアルバムで最多となる計18曲を収録。
- 収録曲「Thousands Morning Refrain」はサンリオピューロランド20周年イメージソングに使用された。
- 当初、発売日は3月9日とされていたが、制作上の関係で3月30日に延期。その後、東北地方太平洋沖地震の影響で4月20日に変更された。初回生産限定盤A,Bでは三方背BOX等に表記されている発売日表記の変更が間に合わず「11・03・30」のままになっている。
- 初回生産限定盤Bの歌詞カードにて「Thousands Morning Refrain」「vestige -ヴェスティージ-」の一部歌詞表記に誤りがあり、公式ホームページ上で正表記の歌詞カードとの交換を推奨する事が発表された。

## 収録曲
作詞：井上秋緒　作曲・編曲：浅倉大介

### 通常盤・初回生産限定盤A
1. CLOUD NINE -instrumental-
  - 出版社：ソニー・ミュージックパブリッシング
2. Pearl in the shell
  - 出版社：ソニー・ミュージックパブリッシング
3. Naked arms
  - 出版社：ソニー・ミュージックパブリッシング
4. 水に映る月
  - 出版社：ソニー・ミュージックパブリッシング
5. Wasteland Lost
  - 出版社：ソニー・ミュージックパブリッシング
6. Thousands Morning Refrain
  - 出版社：ソニー・ミュージックパブリッシング
7. SWORD SUMMIT
  - 出版社：ソニー・ミュージックパブリッシング
8. 09 (nine) Lives
  - 出版社：ソニー・ミュージックパブリッシング
9. Fate and Faith
  - 出版社：ソニー・ミュージックパブリッシング
10. Reload
  - ギターアレンジ：柴崎浩
  - 出版社：ソニー・ミュージックパブリッシング
11. Fortune Maker
  - 出版社：ソニー・ミュージックパブリッシング
12. Save The One, Save The All
  - 出版社：テレビ東京ミュージック

### 初回生産限定盤B
1. CLOUD NINE -instrumental-
2. Pearl in the shell
3. Naked arms
4. resonance※
  - 出版社：テレビ東京ミュージック
5. Imaginary Ark※
  - 出版社：ソニー・ミュージックアーティスツ
6. 水に映る月
7. Wasteland Lost
8. Thousands Morning Refrain
9. SWORD SUMMIT
10. crosswise※
  - 出版社：ソニー・ミュージックアーティスツ
11. 09 (nine) Lives
12. Fate and Faith
13. Reload
14. Fortune Maker
15. soul's crossing※
  - 出版社：ソニー・ミュージックアーティスツ
16. Lakers※
  - 出版社：ソニー・ミュージックアーティスツ
17. Save The One, Save The All
18. vestige -ヴェスティージ-※
  - 出版社：ソニー・ミュージックパブリッシング

※はボーナス・トラック。

### DVD（初回限定盤A）
- ミュージック・ビデオ

1. Naked arms MV
2. Save The One, Save The All MV

- ミュージック・ビデオ・メイキング

1. Naked arms Music Video Making
2. Save The One, Save The All Music Video Making

- TV SPOT

1. Naked arms TV SPOT
2. Save The One, Save The All TV SPOT

- イナズマロックフェス2010映像

## 参加ミュージシャン・スタッフ
- トラックメイカー：浅倉大介
- ギター：葛城哲哉（M11）
- ギター：鮫島巧（M12）
- ギター：柴崎浩（M10）
- コーラス：白須衛治（M4）
- レコーディング・エンジニア：大里正毅
- ミキシング・エンジニア：浅倉大介（M1）
- ミキシング・エンジニア：大里正毅（M2〜M12）
- マスタリング・エンジニア：宮本茂男
- ディレクター：井上哲生（SME）
- ディレクター：生藤貴士（Einstein）